# 카일 바틀리
카일 루이스 바틀리(영어: Kyle Louis Bartley, 1991년 5월 22일 ~ )는 잉글랜드의 축구 선수이다. 현재 EFL 챔피언십의 웨스트브로미치 앨비언에서 센터 백으로 뛰고 있다.